# Droga po Głazach

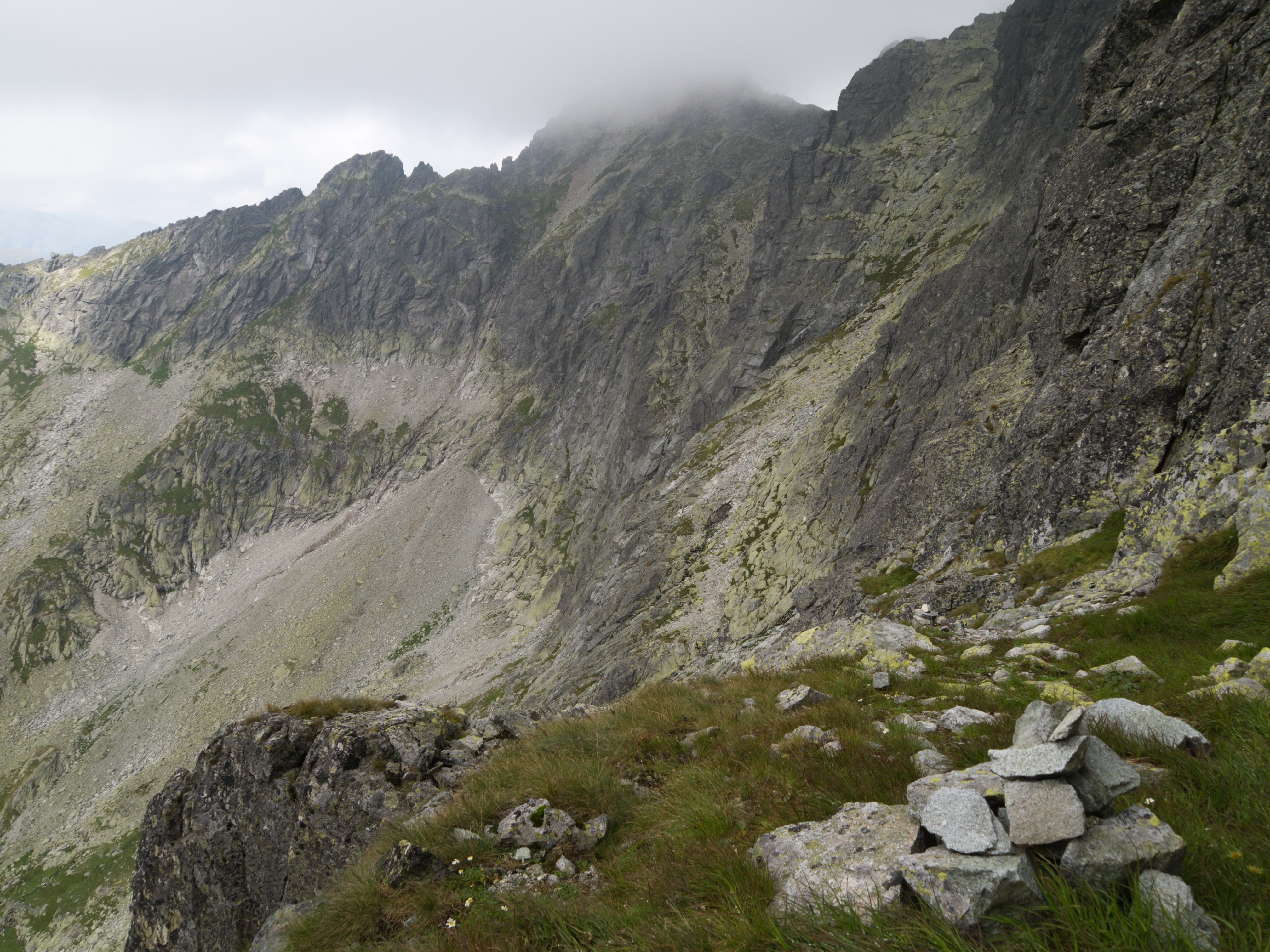
Kopczyk na Drodze po Głazach, z tyłu po prawej Wielka Mięguszowiecka Ławka, w głębi ze szczytem w chmurach – Cubryna

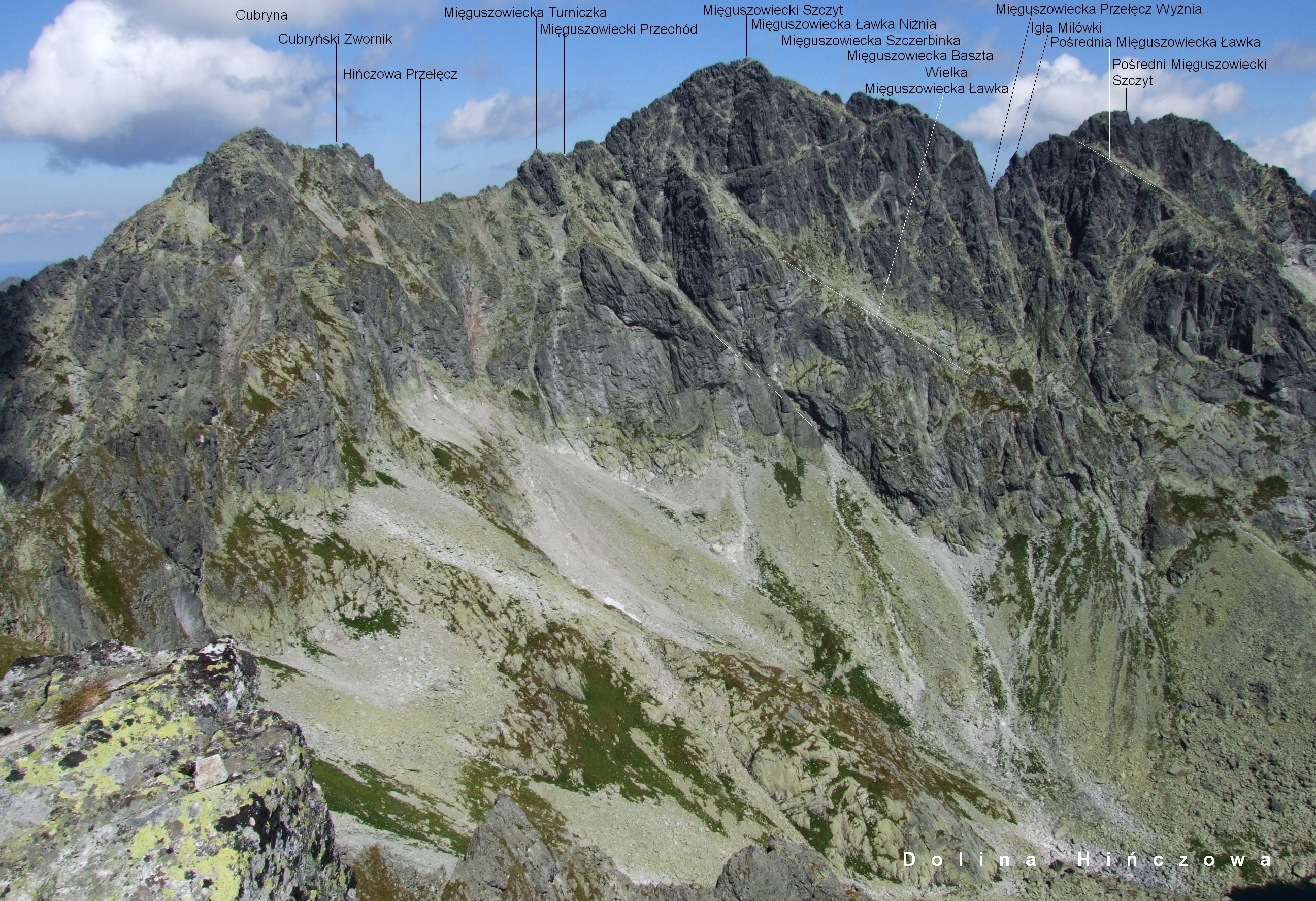
Droga po Głazach wiodąca Wielką Mięguszowiecką Ławką

Droga po Głazach – jedna ze zwykłych, popularniejszych dróg prowadzących na Mięguszowiecki Szczyt w Tatrach Wysokich. Droga ze względu na trudności, ekspozycję i problemy z orientacją dostępna jest jedynie dla taterników i bardzo wprawnych turystów wysokogórskich.

## Opis
Droga po Głazach prowadzi z Mięguszowieckiej Przełęczy pod Chłopkiem na Mięguszowiecki Szczyt Wielki głębokim obejściem grani i znajdującego się w niej wierzchołka Mięguszowieckiego Szczytu Pośredniego po stronie Doliny Hińczowej.
Z Przełęczy pod Chłopkiem szlak trawersuje po stronie Doliny Hińczowej trzy skalne grzędy Mięguszowieckiego Szczytu Pośredniego (najtrudniejszy jest trawers pierwszej, zwany Trawersem Westwalewicza – trudność I w skali tatrzańskiej, duża ekspozycja) i sprowadza na znajdujący się około 100 m poniżej jego wierzchołka zachód, zwany Pośrednią Mięguszowiecką Ławką.
Zachodem tym droga biegnie początkowo lekko w górę wyraźną ścieżką, po czym opuszcza ją i prowadzi poziomo łagodnym, trawiasto-skalistym terenem w lewo ku krawędzi. Tu następuje łatwe technicznie, lecz dość trudne do odnalezienia przewinięcie przez żebro opadające z zachodniego końca Pośredniej Mięguszowieckiej Ławki. Stąd droga schodzi łatwymi skałami do żlebu opadającego z Mięguszowieckiej Przełęczy Wyżniej, tuż obok miejsca, gdzie przecina go idący ukosem przez ścianę Mięguszowieckiego Szczytu Wielkiego szeroki zachód, zwany Wielką Mięguszowiecką Ławką. Po przekroczeniu żlebu Droga po Głazach biegnie Wielką Mięguszowiecką Ławką łatwo w górę aż do jej końca, po czym eksponowanymi skałami w górę albo na grań i granią na wierzchołek (I), albo poniżej grani w prawo trawersem do wierzchołka (I).
Czas wejścia od Mięguszowieckiej Przełęczy pod Chłopkiem: około 2 godziny (o ile się nie błądzi), od Morskiego Oka na szczyt przez Mięguszowiecką Przełęcz pod Chłopkiem – około 5 godzin.

## Historia zdobycia i nazewnictwo
Jako pierwsi Drogę po Głazach przeszli F. Kratter i przewodnik Jędrzej Wala (młodszy) w roku 1883. Nazwa Droga po Głazach pochodzi od spotykanych na drodze wielkich stromych płyt skalnych, zwanych przez górali „głazami”.